# 鄭鍨
鄭鍨（14世紀—15世紀），浙江嚴州府壽昌縣一都人，明朝政治人物。

## 生平
鄭鍨是永樂十五年（1417年）舉人，次年（1418年）聯捷進士，獲授給事中，就任後害怕地說：「這工作職不易為啊。古人說：『言及乘輿，則天子改容。』事關廊廟，宰相待罪時我可以唯唯諾諾麼？」因此夙夜不懈，克盡其職。

## 引用
1. 1 2  同治《安義縣志·卷九·人物志》：鄭鍨，一都人，永樂乙未【戊戌】進士，授給事中，既拜官，悚然曰：「此職不易居也。古人云言及乘輿，則天子改容。事關廊廟，則宰相待罪，吾可以唯諾取容耶？」夙夜孜孜，克盡其職。
2. ↑  民國《壽昌縣志·卷七·選舉志》：永樂十五年丁酉科（舉人） 鄭鍨